# Strömmestad

Strömmestad är en gård från 1300-talet i Harstads socken, Lysings härad. Den bestod av 1 frälsehemman. 
Gården nämns redan 1311. Den 26 mars 1375 skänker Ingegerd Knutsdotter (dotter till Knut Algotsson (Bengt Hafridssons ätt) och Märta Ulfsdotter) hela sin mark i Strömmestad till Vadstena kloster.

## Ägare och boende
| År        | Namn                                     | Levnadstid | Mantal |
| --------- | ---------------------------------------- | ---------- | ------ |
| 1642-1643 | Sven                                     |            |        |
| 1678      | Sven                                     |            |        |
| 1730-1750 | Jöns Eriksson                            |            |        |
| 1730      | Jonas Nilsson                            |            |        |
| 1735-1740 | Lars Olofsson                            |            |        |
| 1749-1750 | Nils Eriksson                            |            | 1/4    |
| 1750      | Håkan                                    |            | 1/4    |
| 1750      | Pehr Håkansson                           |            | 1/4    |
| 1789-1792 | Jonas Carlsson                           | 1749-      |        |
| 1792-1817 | Jonas Ersson, nämndeman                  | 1764-      | 1/2    |
| 1789-1797 | Jonas Månsson                            | 1744-      | 1/2    |
| 1797-1799 | Peter Larsson                            | 1753-      |        |
| 1813-1878 | Peter Jonsson, rusthållare och nämndeman | 1794-1878  | 1/2    |
| 1822-1867 | Johan Eric Pettersson                    | 1814-      | 1/2    |
| 1870-1880 | C. J Petersson (Åby västergården)        |            | 1/2    |
| 1886-1890 | Victor Petersson (Stora Åby)             |            | 1/2    |
| 1880-1895 | Emil Pettersson                          | 1826-      | 1/2    |
| 1895      | Carl Axel Oskar Olsson                   | 1855-      | 1/2    |
| 1916-1930 | Patrik Valdemar Andersson                | 1858-1930  | 1/2    |

### Torp och backstugor
- Soldattorp - På ägorna finns ett soldattorp som tillhör Vadstena kompani nummer 49. Den siste grenadjären hette Karl Gustaf Fält och flyttade från torpet 1931.
- Änghagen - Torpet Änghagen nämns första gången 1840.
- Änghagen - Backstugan Änghagen fanns åtminstone mellan 1840 och 1860.
- Tullen - Backstugan Tullen fanns åtminstone mellan 1840 och 1865.